# Maurício Cortés
Mauricio Cortés Armero (ur. 9 lutego 1997 w Tumaco) – kolumbijski piłkarz, grający na pozycji napastnika.

## Kariera piłkarska

### Kariera klubowa
Wychowanek klubu Independiente Medellín. 26 sierpnia 2016 rozpoczął karierę piłkarską w podstawowym składzie Independiente Medellín. W 2017 został wypożyczony do La Equidad. 31 stycznia 2018 roku przeniósł się do ukraińskiego klubu Karpaty Lwów. W lipcu 2018 został wypożyczony do Jaguares de Córdoba.

## Sukcesy

### Sukcesy klubowe
Independiente Medellín
- mistrz Kolumbii: 2016 (Apertura)